# Nedschroef
Koninklijke Nedschroef Holding B.V. is een in Helmond gevestigd conglomeraat van metaalbewerkingsbedrijven. Dat omvat anno 2019 26 bedrijven die bevestigingsmiddelen vervaardigen en machines en gereedschappen voor het warm en koud vervormen van staal. Als zodanig levert het bedrijf vooral aan de automobielindustrie.

## Geschiedenis
De onderneming is voortgekomen uit het bedrijf van Hendrik van Thiel. Deze vormde sinds 1872 met zijn broer zijn broer Martinus van Thiel een vennootschap onder de firma Gebr. van Thiel maar in 1890 scheidden hun wegen. Hendrik startte een eigen bedrijf onder de naam H. van Thiel & Co., dat de eerste jaren een weverij voor jute en grof linnen omvatte, een deel van de eerdere bedrijfsactiviteiten van Gebr. van Thiel, naast de fabricage van draadartikelen als nagels en spijkers die bij Martinus bleef. Deze combinatie is kenmerkend voor de vroege Van Thiel-bedrijven. Hendrik moest vier jaar wachten voor hij ook draadnagels en dergelijke kon gaan vervaardigen. In 1893 werd het voormalig bedrijfscomplex van H.P. Prinzen & Co overgenomen, een machinale kuiperij waar ook draadnagels werden geproduceerd. Het bedrijf bevond zich aan de Kanaaldijk NW, wat uiteindelijk de hoofdvestiging van Nedschroef zou worden. Het oorspronkelijke pand is echter in 1902 door brand verwoest. De metaalafdeling werd al spoedig de hoofdactiviteit van het bedrijf dat zich specialiseerde in schroefbouten. De weverij werd in 1907 stopgezet, de inventaris verkocht aan de firma Van Puijenbroek te Goirle. De metaalafdeling had toen 259 medewerkers. Toen Hendrik in 1902 overleed zetten zijn vijf zoons het bedrijf voort. De oudste zoon Willem overleed in 1912. De vier andere zoons gingen verder sinds 1913 onder de naam: NV Nederlandsche Schroefboutenfabriek.
De jaren hierop was sprake van groei, maar ook sociale conflicten deden zich voor. Begin jaren '20 van de 20e eeuw werd, vanwege de drukte, de vakantieweek bekort tot drie dagen. In 1921 en 1934 waren er stakingen omdat eenzijdige loonsverlagingen waren doorgevoerd. De crisistijd bracht teruggang in het aantal arbeidsplaatsen tot 158, maar vlak voordat de Tweede Wereldoorlog uitbrak waren het er weer 320. Ondertussen werd het bedrijf moderner. Er kwam in 1912 een eigen elektriciteitscentrale en in 1918 werd er een 1,7 km lange transportbaan in gebruik genomen. In 1929 werd een zelfgebouwde moerenmachine in werking gesteld en in 1930 een eigen ontworpen warmstuiker voor moeren. De ontwerper was Janus van Haandel. Dit alles leidde tot de oprichting in 1949 van een aparte maatschappij die de octrooien hieromtrent beheerde. De machinebouw werd in 1962 overgebracht naar Herentals en kreeg de naam: Nedschroef Herentals NV. Later werden hier ook machines voor koudvervorming ontwikkeld.

## Uitbreiding
Het bedrijf breidde zich verder uit, hetgeen in 1981 leidde tot de oprichting van Nedschroef Corporation in de Verenigde Staten. In hetzelfde jaar werd in Weert FCF Europa overgenomen, dit werd omgedoopt in Nedschroef Weert. Ondertussen ging het niet goed, er werd verlies geleden en in 1982 en 1983 raakten veel mensen hun baan kwijt. De verliezen bleven aanhouden en overheidssteun redde het bedrijf. Dat groeide vervolgens uit tot een conglomeraat dat zich specialiseerde in bevestigingsartikelen. In 1987 ging het bedrijf naar de beurs. Onderdeel van de groei waren verdere overnames, voornamelijk in het buitenland: In 1990 de Vereinigte Schrauben Werke en in 1992 Lamson & Sessions, beide Duitse ondernemingen. Zo ontstonden de Nedschroef vestigingen in Altena, Fraulautern, Plettenberg en Langeskov. In 1994 werd de gereedschapmakerij in Helmond verzelfstandigd en ging verder als Nedtool. Nedtool ging in 1997 samen met de overgenomen Helmondse gereedschapsmakerij SMF onder de naam SMF Tools BV dat nog steeds een onderdeel vormt van Nedschroef. In 1994 bestond Nedschroef 100 jaar als metaalproducent en verkreeg het predicaat: Koninklijke. Bij het gehele bedrijf waren toen 1084 personen werkzaam, tegen 1390 in 1990.
In 1996 werd Nedschroef Fasteners BV opgericht die in 2007 Nedschroef overnam. Nedschroef werd van de Amsterdamse beurs gehaald door Gilde, die daar destijds zo'n 258 miljoen euro voor betaalde. Overnames volgden elkaar in snel tempo op. Het betrof bedrijven in de Verenigde Staten, Frankrijk, Zweden, Engeland, Spanje, Duitsland, Zuid-Afrika, China, Japan en Slowakije. In 2012 omvatte de groep 21 ondernemingen in 14 landen.

## In Chinese handen
Investeringsmaatschappij Gilde Buy Out Partners en medeaandeelhouder Parcom Capital verkochten in mei 2014 hun aandelen aan de Chinese industriële groep Shanghai Prime Machinery Company (PMC). Nedschroef bleef zijn merknaam behouden, het hoofdkantoor bleef in Helmond en alle productielocaties bleven bestaan. PMC en Nedschroef hebben bij elkaar een omzet van bijna 1 miljard euro, waarvan ruim 60% in bevestigingsmiddelen. In augustus 2015 nam Nedschroef twee onderdelen van het failliete Duitse bedrijf Whitesell over. In de fabriek in Schrozberg worden speciaal ontwikkelde bevestigingsmiddelen gemaakt en in de fabriek in Beckingen hoogwaardige coatings, een nieuwe activiteit voor Nedschroef. De overnamesom en het aantal Duitse werknemers dat mee overging zijn niet bekendgemaakt. In 2021 waren er ruim 2200 medewerkers, waarvan ruim 400 te Helmond. In 2023 en 2024 (omzet f 643 milj) werd verlies geleden vooral door de verminderde vraag vanuit de vrachtwagen- en personenautoindustrie. Het aantal medewerkers in de hoofdvestiging te Helmond bleef gelijk.

## Van Thiel
Nedschroef is lang een Van Thiel-bedrijf geweest, een traditioneel familiebedrijf. De familieleden waren naar buiten toe zeer gelovig katholiek, wat zich ook binnen de bedrijfsmuren manifesteerde. Zo gingen leerlingen eens per week onder werktijd naar de katechismusles, werd de fabriek op Goede Vrijdag een minuut stilgezet en bad men de rozenkrans als een van de patroons ziek was. Nadat de laatste vertegenwoordiger van de familie, Eugène van Thiel, in 2004 afscheid nam van zijn positie in de holding is Nedschroef familiebedrijf af.